# Storbritannien i Eurovision Song Contest 2012
Storbritannien deltog i Eurovision Song Contest 2012 i Baku i Azerbajdzjan.

## Internt val
Den 1 mars meddelades det att BBC skulle avslöja vem eller vilka som skulle få representera Storbritannien i årets upplaga av ESC på kvällen samma dag. På kvällen meddelades det att det skulle bli den brittiska musikern Engelbert Humperdinck. Den 12 mars meddelades det att den sång som Humperdinck skulle komma att framträda med på scen i Baku skulle släppas den 19 mars. Den 19 mars släpptes låten med titeln "Love Will Set You Free".

## Vid Eurovision
Storbritannien deltog i finalen den 26 maj. Där hade de startnummer 1. Humperdincks bidrag placerade sig på plats 25 av 26 med 12 poäng. Storbritannien fick endast poäng från 4 av de 41 röstande länderna. Den högsta poängen de fick från ett och samma land var de 5 poäng de fick från Estland. De andra tre länderna som gav poäng till Storbritannien var Belgien, Lettland och Irland.